# Општина Копачел (Бихор)
Копачел (рум. Copăcel) општина је у Румунији у округу Бихор.
Општина се налази на надморској висини од 297 m.